# Бережниця (Жидачівська міська громада)
Бережни́ця — село в Україні, у Стрийському районі Львівської області. Населення становить 1193 особи. Орган місцевого самоврядування — Жидачівська міська громада.

## Історія
Раніше село називалось Бережниця Королівська. Щоправда, за старішими даними «Географічного словника Королівства Польського…», раніше так називалось село Бережниця теперішнього Стрийського району.
Перша згадка: 1515 р. (Історія міст і сіл УРСР: Львівська область. — К. : ГРУРЕ, 1968 р.)
У Бережниці стоїть дерев'яна церква Різдва Пресвятої Богородиці 1724.

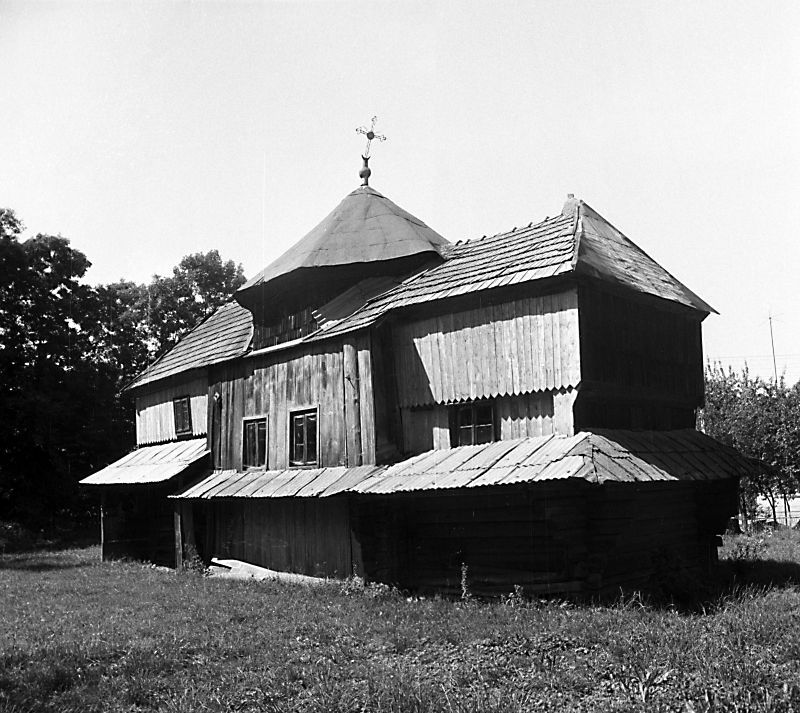
1989
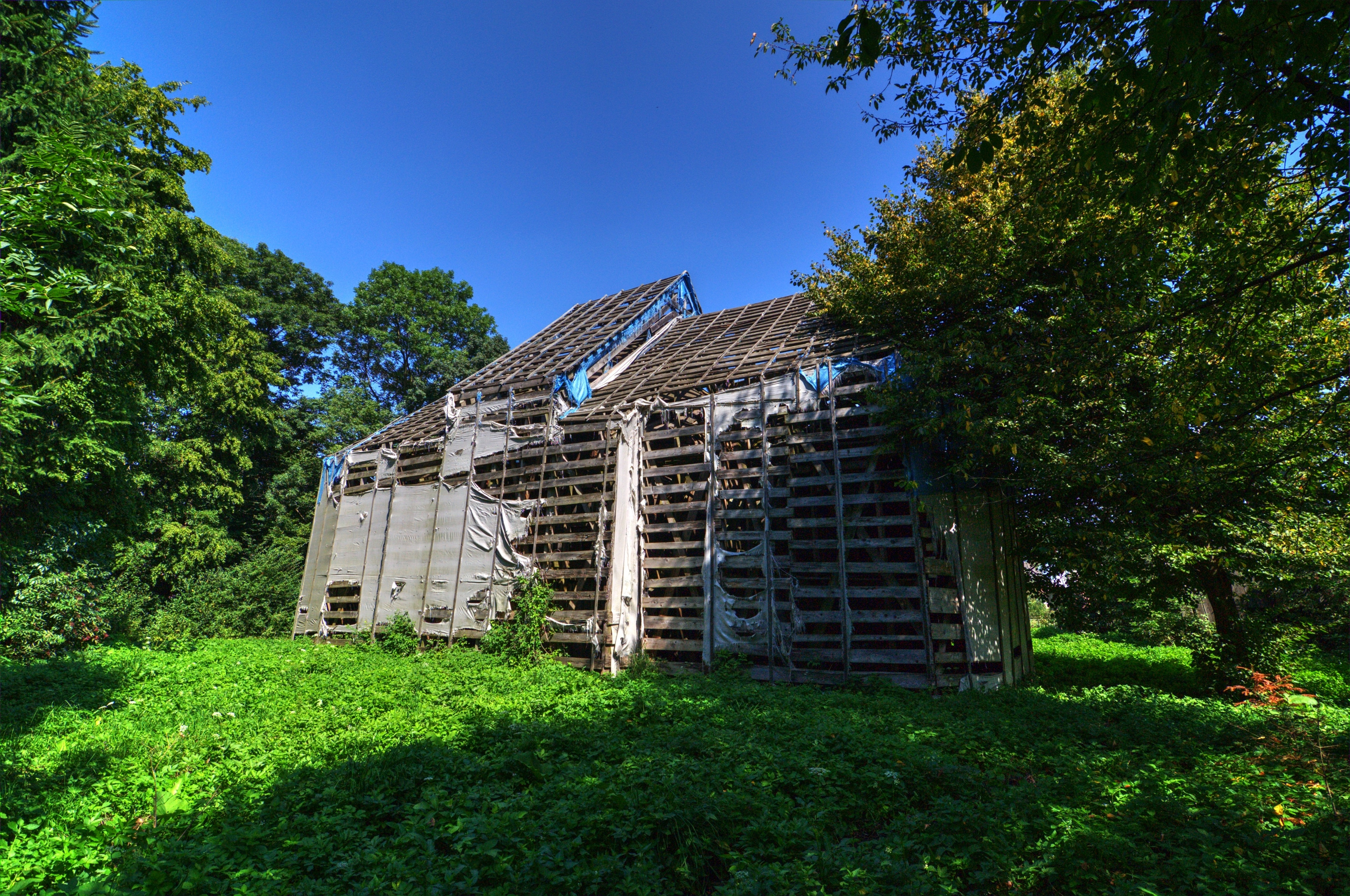
2016

## Населення

### Мовні особливості
У селі побутує говірка наддністрянського говору. У Наддністрянський реґіональний словник Гаврила Шила внесені такі слова, вживані у Бережениці:
- гущик — гущавина;
- джаґан — кирка;
- мачок — польовий мак;
- пирийка — пирій;
- плужкувати — обгортати картоплю;
- праник — дерев'яний валок, яким вибивають білизну під час прання;
- путюк — моховик;
- різє — дрібний хмиз;
- сікач — ніж, яким січуть капусту;
- толока — пасовище, обліг;
- трачина — тирса;
- червонєк — підосиковик;
- шараґі — козел для різання дров.

### Мова
Розподіл населення за рідною мовою за даними перепису 2001 року:
| Мова       | Кількість | Відсоток |
| ---------- | --------- | -------- |
| українська | 1192      | 99.92%   |
| російська  | 1         | 0.08%    |
| Усього     | 1193      | 100%     |

## Політика

### Парламентські вибори, 2019
На позачергових парламентських виборах 2019 року у селі функціонувала окрема виборча дільниця № 460369, розташована у приміщенні школи.
Результати
- зареєстровано 882 виборці, явка 51,02%, найбільше голосів віддано за «Слугу народу» — 24,22%, за «Голос» — 22,67%, за Всеукраїнське об'єднання «Батьківщина» — 12,00%.[5] В одномандатному окрузі найбільше голосів отримав Андрій Кіт (самовисування) — 34,60%, за Олега Канівця (Громадянська позиція) — 18,97%, за Андрія Гергерта (Всеукраїнське об'єднання «Свобода») — 15,18%[6].

## Відомі люди

### Народились
- отець Сеник Корнило — довголітній парох села, москвофіл, посол Галицького сейму 9-го скликання.[2]